# Бандра
Бандра в штаті Махараштра передмістя Мумбаї, Індія. Шикарна місцевість Бандри вплинула на те як часто її називають, а саме «королевою передмістя». Впливові люди Болівуду критики, політичні діячі, проживають у приміському селі Мумбаї.

## Історія

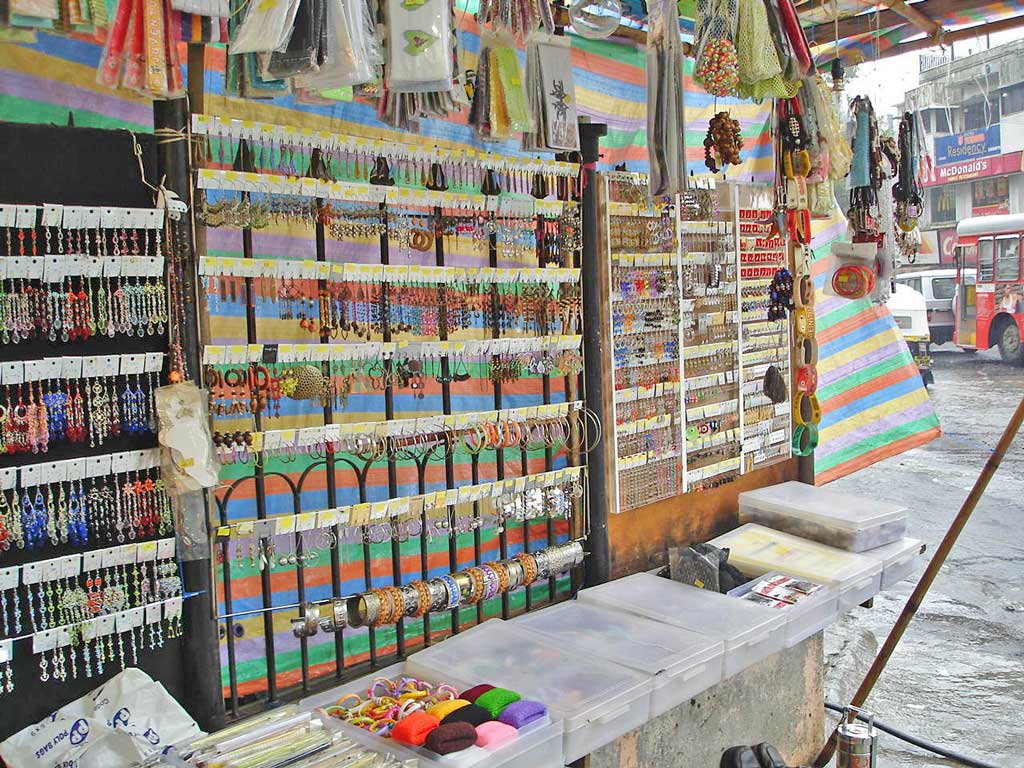
Бандра

Назва 'Бандра', вважають, що походить із перської, або ж адаптація слова «урду» і перекладають як місто, порт, гавань і навіть торгове місто. До останньої назви вдаються іноземці.  Vandre , місцева назва Бандри, означає «порт» і, можливо, походить від того ж урду / перського слова. В 12-м столітті територія перебувала під владою династії Сілхара. Крихітне село було заселене рибалками і фермерами. Бандра належала Британії, інша частина Мумбаї належала португальцям.

### Португальська Бандра
В 1534 році Діего да Сілвейра, морський капітан, ввійшовши зі своїм португальським військом, спалив рибацьке село. Так Бандра попала під владу португальської корони. В цей період відбувається христинізація Бандри. Мануел Гоміш де Коста у 1580 році, окрім того, що побудував католицькі церкви, ще хрестив 2000 рибалок, і це був тільки початок.

Коли англійський король Карл одружився з Катериною португальською спадкоємицею у 1661 році, як частину посагу Мумбаї було віддано Англія. Проте, Бандра не була частиною цього договору і залишився в португальців В 1575 році місіонери-єзуїти будують додаткові церкви, і це має великий успіх серед сільських мешканців, які приймають католицизм. Шість католицьких парафіяльних церков: Церква Божої Матері гори Кармель, Святого Петра, Святого Андрія, Святої Терези, Святої Анни і Святого Франциска, продовжують підтримувати нащадки. На чотирьох квадратних кілометрах розташувалися католицькі церкви в Бандрі.

### Британська Бандра
В 1775 році був підписаний Договір про Сурат і частину англійської території Бандру, було повернено. В 1779 році, під час війни, територія повертається Португалії. З 1802 року по 14 серпня 1947 року, Бандра належить англійцям. Залізничне сполучення в Мумбаї було відкрито 12 квітня 1867 року. Цією залізницею їздив один поїзд в день, через шість років поїздок стало 24. В 1930 році до залізничної станції ходив один автобус, інші люди йшли пішки.
Після Другої світової війни, почався будівельний бум для розміщення іммігрантів. І вже в 21 столітті в Бандрі зупиняється 940 поїздів.
В 1876 році, селу підвищили статус, а потім розширили. Після здобуття незалежності у 1950 році, Бандра був злитий в Бомбеї Муніципальну корпорацію, щоб сформувати муніципальну корпорацію Великого Бомбея. Бандра складався з кількох сіл, які були втрачені після злиття.

#### Навчальні заклади

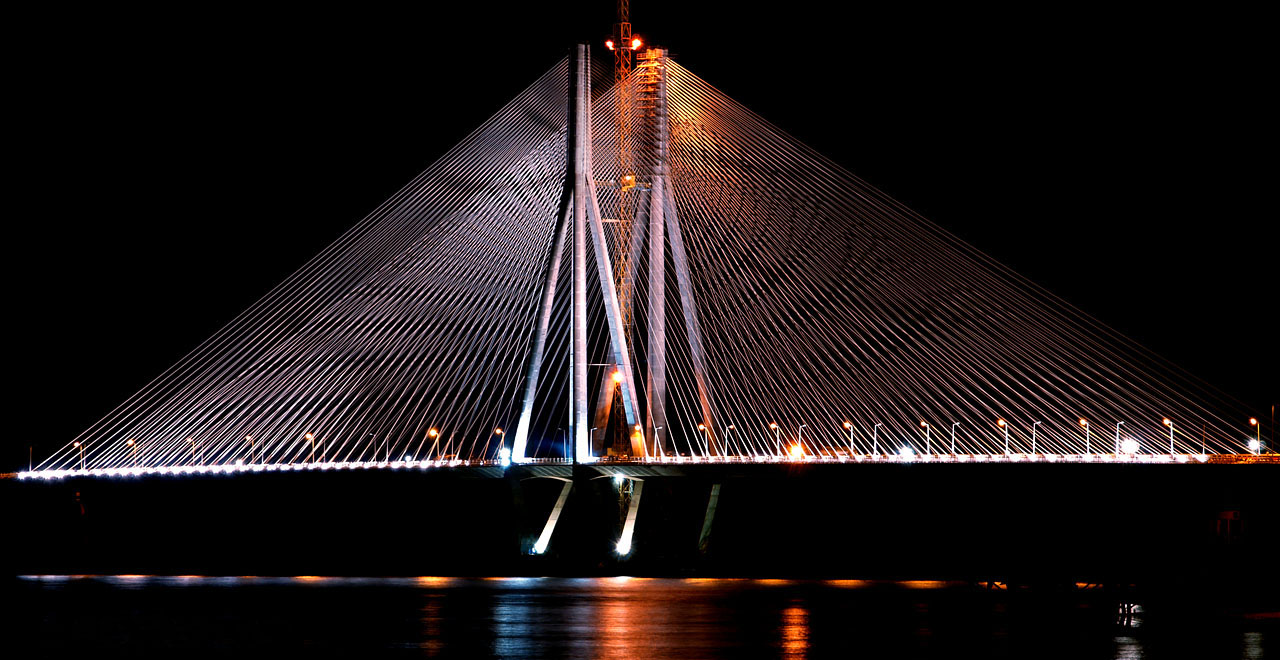
Проект будівництва в Бандрі

У 1780 році відкрилася в Бандрі перша Андріївська Парафіяльна школа, у якій викладали англійською мовою катихізис дітям прихожан.
В 1918 році була заснована вища школа Святої-Терези, розташована школа в дуже старому будинку. В 1952 році здобуває статус найкращої школи Мумбаї.
В 1863 році заснована школа Святого Станіслава. Як дитячий будинок спочатку функціювала школа. Середньою школа стала в 1923 році і була першою англійською середньої школи в передмісті. У 1865 році був побудований Монастир Середня школа святого Йосипа для дівчаток. Школа має багато успішних випускників.
В 1922 році в Пакистані був створений Національний коледж. В 1949 році коледж був переміщений в Бандру. В 1983 році був створений машинобудівний коледж. Мумбайський університет був першим приватним інженерним інститутом. Курси з обчислювальної техніки, Інформаційні технології, біомедичної інженерії і біотехнології проводилися в інженерному коледжі приєднаному до Мумбайського університету. З 1985 по 1998 роки засновані освітні комплекси різного спрямування: коледж мистецтв, науки, торгівлі, архітектури, готельного менеджменту, громадського харчування, проектування та художньої творчості.

#### Озеро

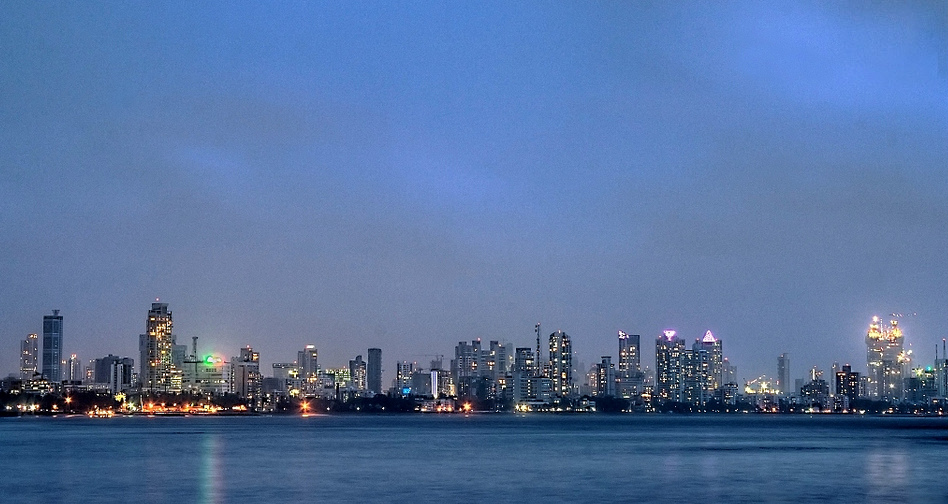
Вечірня Бандра

Водосховище, або озеро Бандра, було побудоване багатим мусульманином. Озеро посприяло придбанню Муніципальної корпорації Великого Мумбаї. Катання на катамаранах і об'єкти Рибництво діяльності озері Протягом 1990-х років, на озері функціонує об'єкт Рибництво, катання на катамаранах є нормою, але з тих пір все припинилося

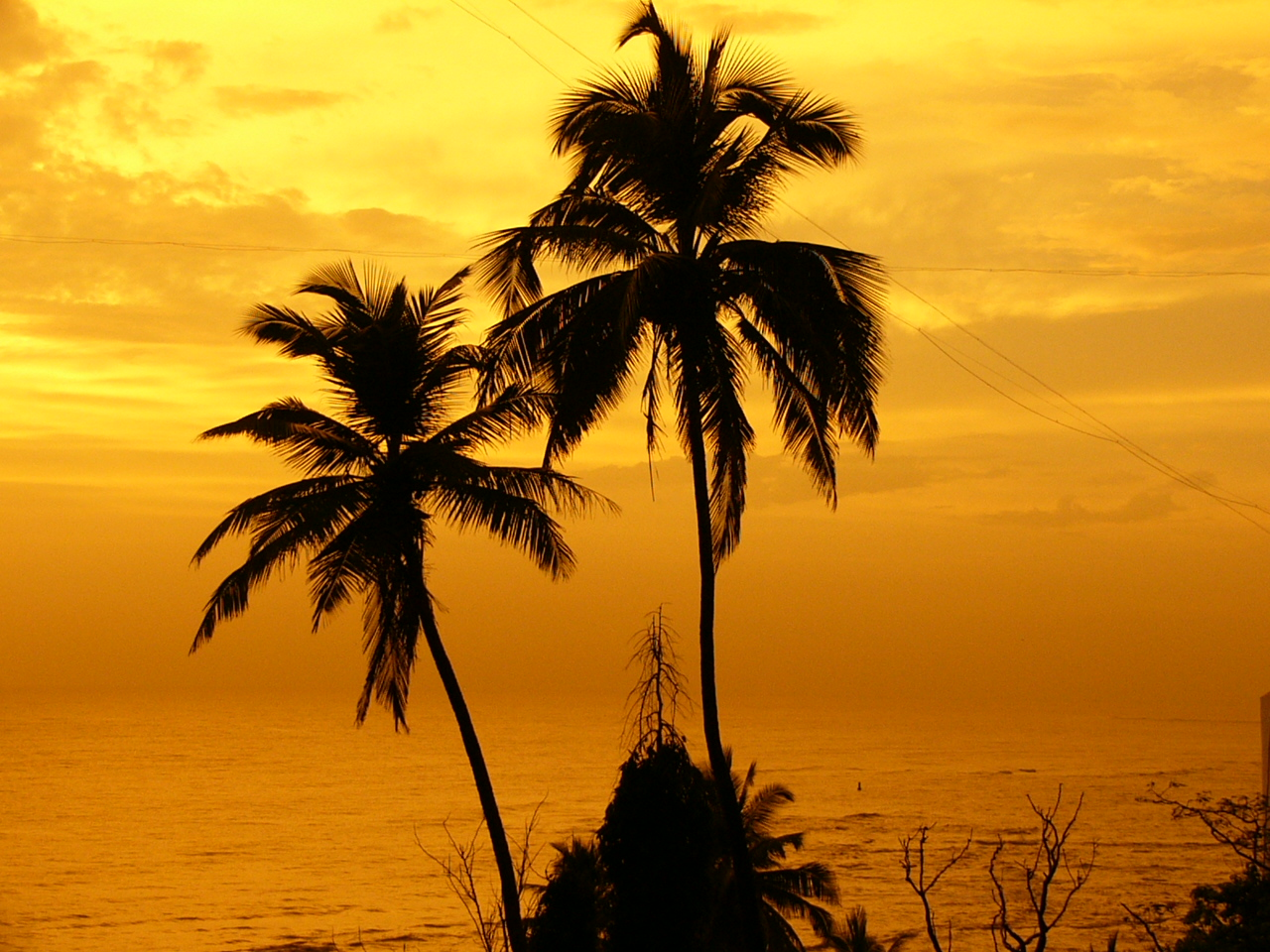
Sunset at Bandra Bandstand

## Географія
Бандра ділиться на місцеві залізничній лінії, як і більшість міст в Мумбаї. Західна частина в середині 20-го століття в модному передмісті бандри режисер Мехбуб Хан встановили Мехбуб студія тут в 1954 р. Ця площа стала центром індійської кіноіндустрії. В 1970-ті роки була створена студія звукозапису. Східна частина стала комерційною і адміністративним центром в середині 1990-х років. Розташовані тут житлові квартали співробітників уряду штату Махараштра, а також будинку суду у сімейних справах, офіс державної влади житлового будівництва, канцелярія і так далі.
В Бандра до цих пір збереглися англійські назви доріг та інших мічць, хоча вони вже давно перейменовані.

## Транспорт
Залізнична станція Бандри є відгалуженням Центральної залізниці. Автобуси, авто рикші і таксі в місті є достатньо.
Завдяки тому, Бандра розташоване в центрі, більшість частин міста легко доступні.